# Coppa dell'Imperatore 1983
La Coppa dell'Imperatore 1983 (第63回天皇杯全日本サッカー選手権大会?, Dai 63-kai Tennōhai Zen Nippon Sakkaa Senshuken Taika) è stata la sessantatreesima edizione della coppa nazionale giapponese di calcio.

## Formula
Viene confermata la formula in uso a partire dalla stagione 1972.
Partecipano i dieci club iscritti alla prima divisione della Japan Soccer League, più sedici squadre provenienti dai tornei regionali.

## Squadre partecipanti
Japan Soccer League
- Mitsubishi HI
- Hitachi
- Yanmar Diesel
- Fujita Kogyo
- Furukawa Electric
- Mazda
- Nissan Motors
- Yomiuri
- Yamaha Motors
- Honda Motor

Squadre regionali
- Aichi Gakuin Daigaku (Tokai)
- Daikyo Oil (Tokai)
- Fujitsu (Kantō)
- Fukuoka Daigaku (Kyūshū)
- Fukushima Utd (Tohoku)
- Kawasaki Steel (Chūgoku)
- Niigata 11 (Koshinetsu)
- Nippon Kokan (Kantō)
- Nippon Steel (Kyūshū)
- Osaka Shodai (Kansai)
- Osaka Taidai (Kansai)
- Sapporo University (Hokkaidō)
- Sumitomo Metals (Kantō)
- Teijin (Shikoku)
- Toshiba (Kantō)
- Waseda Daigaku (Kantō)

## Date
| Turno            | Data             |                 |
| ---------------- | ---------------- | --------------- |
| Primo turno      | 17 dicembre 1983 |                 |
| Secondo turno    | 18 dicembre 1983 |                 |
| Quarti di finale | 25 dicembre 1983 |                 |
| Semifinali       | 30 dicembre 1983 |                 |
| Finale           | 1º gennaio 1984  | 1º gennaio 1984 |

## Risultati

### Primo turno
| Squadra 1           | Risultato                     | Squadra 2            |
| ------------------- | ----------------------------- | -------------------- |
| Fujitsu             | 5 - 0                         | Fukushima Utd        |
| Teijin              | 2 - 2 (d.t.s.) 3 - 2 (d.c.r.) | Nippon Steel         |
| Nissan Motors       | 7 - 1                         | Tanabe Pharma        |
| Yomiuri             | 4 - 0                         | Aichi Gakuin Daigaku |
| Waseda Daigaku      | 0 - 2                         | Yamaha Motors        |
| Niigata 11          | 1 - 9                         | Osaka Taidai         |
| Nippon Kokan        | 4 - 0                         | Sapporo University   |
| Honda Motor         | 4 - 2                         | Toshiba              |
| Sumitomo Metals     | 2 - 1                         | Hitachi              |
| Mazda               | 5 - 0                         | Fukuoka Daigaku      |
| Matsushita Electric | 3 - 1                         | Kawasaki Steel       |
| Osaka Shodai        | 2 - 1                         | Daikyo Oil           |

### Secondo turno
| Squadra 1     | Risultato                     | Squadra 2           |
| ------------- | ----------------------------- | ------------------- |
| Nissan Motors | 4 - 1                         | Teijin              |
| Fujitsu       | 2 - 1 (d.t.s.)                | Mitsubishi HI       |
| Yomiuri       | 1 - 0                         | Yamaha Motors       |
| Fujita Kogyo  | 1 - 1 (d.t.s.) 3 - 1 (d.c.r.) | Osaka Taidai        |
| Nippon Kokan  | 3 - 2 (d.t.s.)                | Furukawa Electric   |
| Honda Motor   | 3 - 0                         | Sumitomo Metals     |
| Mazda         | 2 - 0                         | Matsushita Electric |
| Yanmar Diesel | 0 - 0 (d.t.s.) 3 - 2 (d.c.r.) | Osaka Shodai        |

### Quarti di finale
| Squadra 1     | Risultato                     | Squadra 2   |
| ------------- | ----------------------------- | ----------- |
| Nissan Motors | 6 - 0                         | Fujitsu     |
| Fujita Kogyo  | 0 - 0 (d.t.s.) 4 - 2 (d.c.r.) | Yomiuri     |
| Nippon Kokan  | 2 - 1                         | Honda Motor |
| Yanmar Diesel | 3 - 2                         | Mazda       |

### Semifinale
| Squadra 1     | Risultato | Squadra 2    |
| ------------- | --------- | ------------ |
| Nissan Motors | 3 - 2     | Fujita Kogyo |
| Yanmar Diesel | 1 - 0     | Nippon Kokan |

### Finale
| Tokyo 1º gennaio 1984 | Nissan Motors | 2 – 0 | Yanmar Diesel | National Stadium |

| Nissan Motors | Yanmar Diesel |

#### Formazioni
| Nissan Motors |    |                    |
|               |    |                    |
| P             | -  | Mutsuhiko Sakata   |
| D             | -  | Makoto Sugiyama    |
| D             | -  | Shinobu Ikeda      |
| D             | -  | Takeshi Koshida    |
| D             | -  | Shinji Tanaka      |
| C             | -  | Hidehiko Shimizu   |
| C             | -  | Kazushi Kimura     |
| C             | -  | Ademar Pereira     |
| A             | -  | Takashi Mizunuma   |
| A             | -  | Kōichi Hashiratani |
| A             | 13 | Nobutoshi Kaneda   |
| Allenatore:   |    |                    |
| Shū Kamo      |    |                    |

| Yanmar Diesel      |   |                    |  |          |
|                    |   |                    |  |          |
| P                  | - | Kazumi Tsubota     |  |          |
| D                  | - | Shunji Kishi       |  | Uscita   |
| D                  | - | Yasuda             |  |          |
| D                  | - | Takayoshi Yamano   |  |          |
| D                  | - | Tomoyuki Kajino    |  | Uscita   |
| C                  | - | Yuzo Okazaki       |  |          |
| C                  | - | Hiroshi Sowa       |  |          |
| C                  | - | Katsuhiro Kusaki   |  |          |
| A                  | - | Hiroji Imamura     |  |          |
| A                  | - | Haruhisa Hasegawa  |  |          |
| A                  | - | Yoshiharu Horii    |  |          |
| A disposizione:    |   |                    |  |          |
| A                  | - | Kunishige Kamamoto |  | Ingresso |
| A                  | - | Hiroshi Soejima    |  | Ingresso |
| Allenatore:        |   |                    |  |          |
| Kunishige Kamamoto |   |                    |  |          |